# Карьерное (Красногвардейский район)

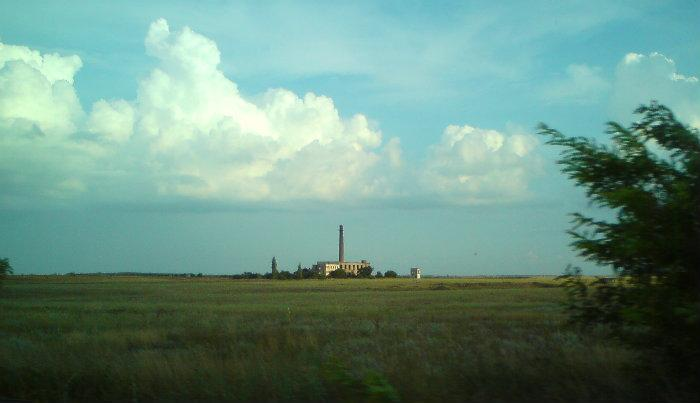
Постройки на месте села Карьерное.

Карье́рное (до 1948 г. Таш-Казга́н-Конра́т; укр. Кар'єрне, крымскотат. Taş Qazğan Qoñrat, Таш Къазгъан Къонърат) — исчезнувшее село в Красногвардейском районе, располагавшееся на западе района, в степной части Крыма, у самой границы с Первомайским районом в 2,5 км западнее современного села Кремневка Красногвардейского района.

## Название
Изначальное название села Таш-Казган-Конрат (крымскотат. taş qazğan, таш къазгъан — дословно «камень копали», так в Крыму назывались места выхода гончарной глины, Конрат — название рода). В документах начала XX употреблялся искажённый вариант Таш-Казак-Конрат.

## История
Первое документальное упоминание села встречается в Камеральном Описании Крыма… 1784 года, судя по которому, в последний период Крымского ханства Кондратчик входил в Караул кадылык Перекопского каймаканства.
После присоединения Крыма к России (8) 19 апреля 1783 года, (8) 19 февраля 1784 года, именным указом Екатерины II сенату, на территории бывшего Крымского Ханства была образована Таврическая область и деревня была приписана к Перекопскому уезду. После Павловских реформ, с 1796 по 1802 год, входила в Акмечетский уезд Новороссийской губернии. По новому административному делению, после создания 8 (20) октября 1802 года Таврической губернии, Таш-Казан-Конрат был включён в состав Кучук-Кабачской волости Перекопского уезда.
По Ведомости о всех селениях в Перекопском уезде состоящих с показанием в которой волости сколько числом дворов и душ… от 21 октября 1805 года в деревне Конрат числилось 9 дворов и 66 крымских татар. На военно-топографической карте генерал-майора Мухина 1817 года в деревне Конграт — 11 дворов. После реформы волостного деления 1829 года Конрат, согласно «Ведомости о казённых волостях Таврической губернии 1829 года» отнесли к Атайской волости (переименованной из Джелаирской). На карте 1836 года в деревне 6 дворов, а на карте 1842 года Таш-Казган-Конрат обозначен условным знаком «малая деревня», то есть, менее 5 дворов.
В 1860-х годах, после земской реформы Александра II, деревню включили в состав Айбарской волости. В «Списке населённых мест Таврической губернии по сведениям 1864 года», составленном по результатам VIII ревизии 1864 года, Таш-Казган-Конрат — владельческая деревня с 1 двором и 5 жителями при колодцахъ. По обследованиям профессора А. Н. Козловского начала 1860-х годов, вода в колодцах деревни была пресная, а их глубина составляла 10—15 саженей (21—32 м). На трехверстовой карте Шуберта 1865—1876 года в деревне Таш-Казган-Конрат обозначено 4 двора), а, согласно «Памятной книжке Таврической губернии за 1867 года», деревня лежала покинутая в развалинах, вследствие эмиграции крымских татар 1860—1866 годов, особенно массовой после Крымской войны 1853—1856 годов, в Турцию. В «Памятной книге Таврической губернии 1889 года» по результатам Х ревизии 1887 года записан Таш-Козак-Конрат Григорьевской волости, уже с 7 дворами и 41 жителем.
После земской реформы 1890 года Таш-Козак-Конрат отнесли к Бютеньской волости. Согласно «…Памятной книжке Таврической губернии на 1892 год», в деревне Таш-Казак-Конрат, находившейся в частном владении, было 20 жителей в 3 домохозяйствах. По «…Памятной книжке Таврической губернии на 1900 год» в деревне, приписанной к волости числилось 113 жителей в 47 дворах. По Статистическому справочнику Таврической губернии. Ч.II-я. Статистический очерк, выпуск пятый Перекопский уезд, 1915 год, в деревне Таш-Казан-Конрат Бютеньской волости Перекопского уезда числилось 12 дворов (2 двора с землёй, 10 — безземельные) с немецким населением в количестве 133 человека «посторонних» жителей, из которых 72 мужчиныц и 61 женщина. Жители владели 1000 десятинами удобной земли. В хозяйствах имелось 68 лошадей, 62 вола, 43 коровы и 69 голов мелкого скота.
После установления в Крыму Советской власти и учреждения 18 октября 1921 года Крымской АССР, в составе Симферопольского уезда был образован Биюк-Онларский район, в состав которого включили село. В 1922 году уезды получили название округов. 11 октября 1923 года, согласно постановлению ВЦИК, в административное деление Крымской АССР были внесены изменения, в результате которых был ликвидирован Биюк-Онларский район и село включили в состав Симферопольского. Согласно Списку населённых пунктов Крымской АССР по Всесоюзной переписи 17 декабря 1926 года, в селе Таш-Казак-Конрат, в составе упразднённого к 1940 году Бурчинского сельсовета Симферопольского района, числилось 13 дворов, все крестьянские, население составляло 69 человек, из них 48 немцев, 19 русских, 1 украинец, 1 записан в графе «прочие». Постановлением Президиума КрымЦИКа «Об образовании новой административной территориальной сети Крымской АССР» от 26 января 1935 года был создан немецкий национальный (лишённый статуса национального постановлением Оргбюро ЦК КПСС от 20 февраля 1939 года) Тельманский район (с 14 декабря 1944 года — Красногвардейский) и село включили в его состав. Вскоре после начала Великой Отечественной войны, 18 августа 1941 года крымские немцы были выселены, сначала в Ставропольский край, а затем в Сибирь и северный Казахстан.
После освобождения Крыма от фашистов, 12 августа 1944 года было принято постановление № ГОКО-6372с «О переселении колхозников в районы Крыма» по которому в район из областей Украины и России переселялись семьи колхозников, а в начале 1950-х годов последовала вторая волна переселенцев из различных областей Украины. С 25 июня 1946 года селения в составе Крымской области РСФСР. Указом Президиума Верховного Совета РСФСР от 18 мая 1948 года, Таш-Казак-Конрат переименовали в Карьерное. 26 апреля 1954 года Крымская область была передана из состава РСФСР в состав УССР. Время включения в Петровский сельсовет пока не установлено: на 15 июня 1960 года село уже числилось в его составе. Ликвидировано в период между 1968 годом, когда село ещё числилось в составе Петровского сельского совета и 1977-м, когда Карьерное уже числились в списке упразднённых.

### Динамика численности населения
| - 1805 год — 66 чел. - 1864 год — 5 чел. - 1889 год — 41 чел. - 1892 год — 20 чел. | - 1900 год — 113 чел. - 1915 год — 0/133 чел. - 1926 год — 69 чел. |